# Serghei Nikitin

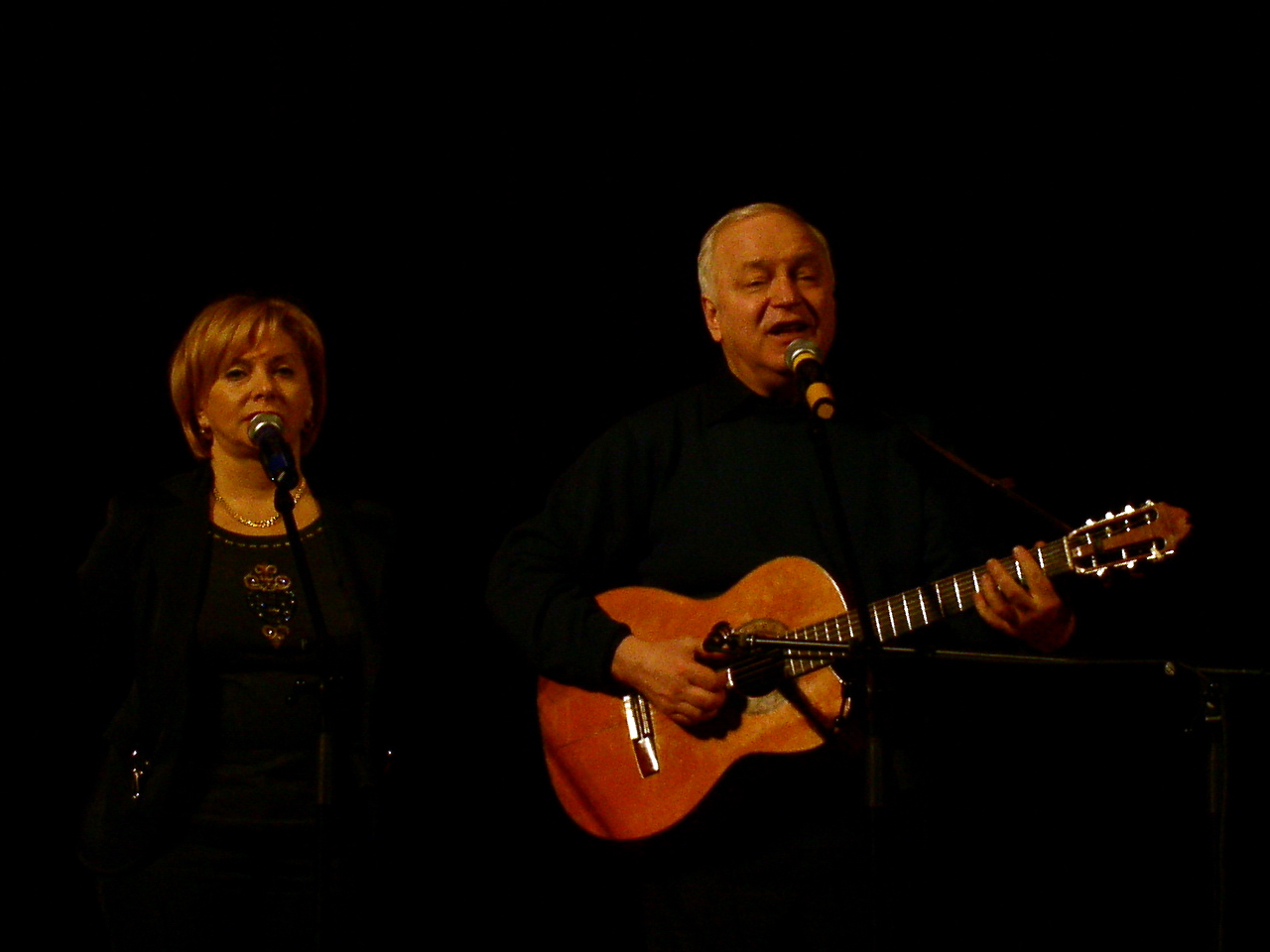
Tatiana şi Serghei Nikitin

Serghei Nikitin (în rusă: Сергей Яковлевич Никитин), născut la 8 martie 1944, este un cantautor (bard) și fizician rus. Călătorește frecvent cu soția sa Tatiana Nikitin (cantautor, fizician și politician), cu care susține concerte. Serghei Nikitin este cunoscut și prin compozițiile de muzică de film și pentru copii.

## Date biografice

### Cariera științifică
- 1962-1968: Diplomă în fizică la Universitatea de Stat din Moscova.
- 1968-1971: Studii postuniversitare în biofizică la Universitatea de Stat din Moscova.
- 1971-1980: Cercetător la Institutul Zelinsky de Chimie Organică de la Moscova.
- 1980-1987: Cercetător la Institutul de Biofizică de la Puschino, în apropiere de Moscova.
- 1983: Doctor în fizică.

### Cariera artistică
A început să compună devreme, la vârsta de 12 ani. În anii '60 a fost unul dintre primii barzi ruși care au pus pe muzică versuri celebre. A compus și interpretat muzică pe versuri de William Shakespeare, Boris Pasternak, Marina Țvetaeva, Iosif Brodski și alții.
- 1962: Primul său cântec cunoscut, La drum  (В дорогу).
- 1963-1968: Fondează și activează în quartetul bărbătesc al Departamentului de Fizică aparținând Universității din Moscova, alături de Serghei Smirnov, Boris Geller, Aleksei Monakhov și, mai târziu, Vadim Khait[4].
- 1968-1977: Membru al quintetului: Serghei și Tatiana Nikitin, Carmen Santacreu, Vladimir Ulin și Nikolai Turkin.
- 1987-1995: Director muzical al Teatrului Oleg Tabakov Arhivat în 3 iunie 2012, la Wayback Machine..
- Din 1995: Compozitor și interpret.

## Opera

### Albume
- Pe muzică de Vivaldi (ru. Под музыку Вивальди), 1994. Dirijorul francez Paul Mauriat, care l-a cunoscut pe Serghei Nikitin în 1978 la Moscova, a aranjat pentru orchestră melodia care a dat numele acestui album (fr. Sur un air de Vivaldi).[5]
- Serghei Nikitin (selecție), 1994.
- Un mare secret pentru o mică companie (ru. Большой секрет для маленькой компании), 1995.
- Ieri crocodilul a zâmbit răutăcios (ru. Вчера Крокодил улыбнулся так злобно), 1995
- Brici-Mulla (ru. Брич-Мулла), pe versuri de Dmitri Sukharev, 1996.
- Gărzile iubirii (ru. Часовые любви): Serghei și Tatiana Nikitin interpretează cântece de Bulat Okudjava.
- Vremurile nu le alegem (ru. Времена не выбирают), 1998.
- Fata și plastilina (ru. Девочка и пластилин), 1998.
- Ceva se întâmplă cu mine (ru. Со мною вот, что происходит), cântece de Serghei Nikitin pe versuri de Evgheni Evtușenko, 1999.
- Întoarcere pentru noi doi: Serghei Nikitin și Piotr Todorvski.
- Cinema în alb-negru, 2002.
- Vacanță de iarnă, 2002.